# José de Lanza Neto
José de Lanza Neto (ur. 31 grudnia 1952 w Pirangi) – brazylijski duchowny rzymskokatolicki, od 2007 biskup Guaxupé.

## Życiorys
Święcenia kapłańskie otrzymał 31 października 1980 i został inkardynowany do diecezji Jaboticabal. Pracował duszpastersko na terenie diecezji, był także rektorem seminarium oraz członkiem rady kapłańskiej.
23 czerwca 2004 został mianowany biskupem pomocniczym Londriny ze stolicą tytularną Mades. Sakry biskupiej udzielił mu 19 września 2004 abp Fernando Antônio Brochini.
13 czerwca 2007 papież Benedykt XVI mianował go biskupem Guaxupé.